# Krzemiany warstwowe

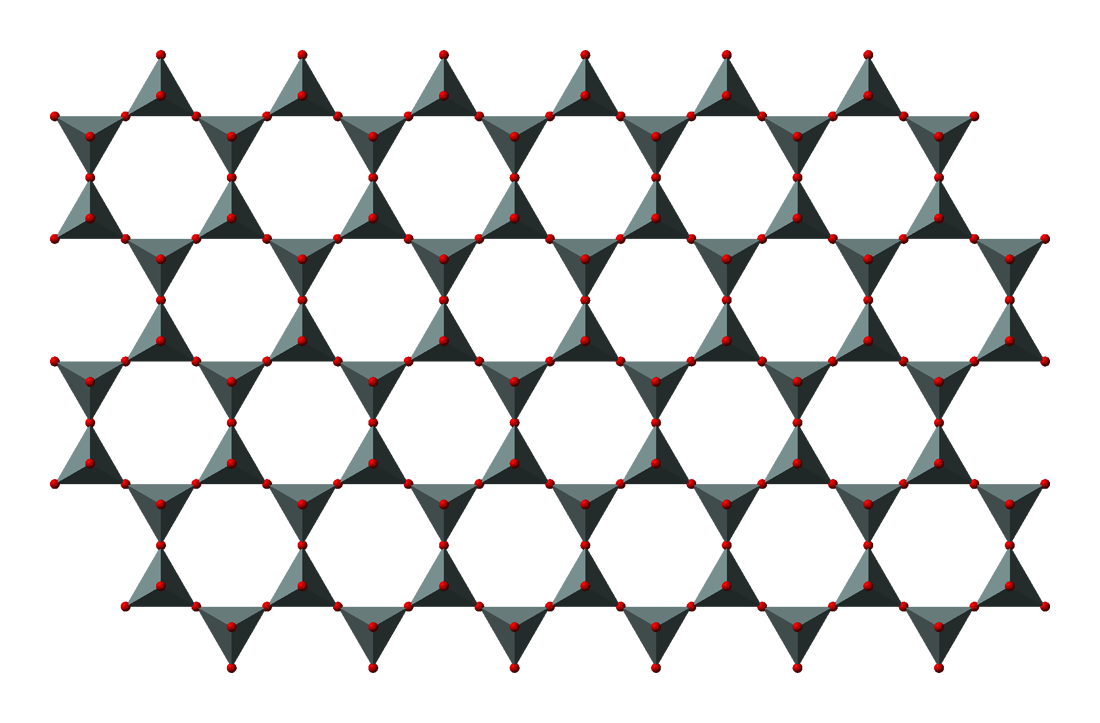
Budowa krzemianów warstwowych. Wierzchołki czworościanów – atomy tlenu; atomy centralne – atomy krzemu

Krzemiany warstwowe – rodzaj krzemianów.
Głównym motywem strukturalnym krzemianów jest czworościan z jednym atomem krzemu w centrum i czterema atomami tlenu na wierzchołkach. Czworościany mogą występować pojedynczo lub łączą się ze sobą, mając wspólny jeden lub więcej atomów tlenu. W krzemianach warstwowych czworościany połączone ze sobą dwukierunkowo tworzą warstwy. Siły wiązań między warstwami są bardzo słabe, dzięki czemu minerały tej grupy wykazują bardzo wyraźną łupliwość (miki). W strukturze tego typu występują liczne luki międzywarstwowe, pozwalające na przyłączenie grup anionowych i cząsteczek wody, które powodują uwodnienie (minerały ilaste). W tej grupie mają miejsce liczne podstawienia izomorficzne, dzięki czemu powstają różne szeregi. Wzory chemiczne tych minerałów są bardzo skomplikowane i zależą od proporcji, w jakiej glin zastępuje krzem, oraz od ilości luk międzywarstwowych.
Przykłady minerałów z grupy krzemianów warstwowych: serpentyn (chryzotyl, antygoryt), lepidolit, chryzokola, talk, muskowit, biotyt, kaolinit, illit, montmorillonit.

## Podział krzemianów warstwowych
Przez wzgląd na zróżnicowaną budowę strukturalną, wśród przedstawicieli klasy krzemianów i glinokrzemianów warstwowych wyróżnia się następujące grupy:
Grupa kaolinitu i serpentynu
Grupa ta dzieli się na dwie podgrupy (podgrupa kaolinitu i podgrupa serpentynu). Podgrupa kaolinitu obejmuje minerały zbudowane z dwuwarstwowych, dioktaedrycznych pakietów typu 1:1. W skład tej podgrupy wchodzą kaolinit, dickit, oraz nakryt. Podgrupa serpentynu jest trioktaedrycznym odpowiednikiem podgrupy kaolinitu. Podgrupa ta zawiera liczne minerały występujące w różnych odmianach politypowych. Mogą występować w odmianach azbestowych. Najczęściej spotykane to lizardyt, antygoryt, klinochryzotyl, ortochryzotyl, serpentyn i amesyt.
Grupa pirofyllitu i talku
Jest to grupa najprostszych krzemianów warstwowych o strukturze pakietu typu 2:1. Ich strukturę przyjmuje się jako wyjściową dla innych minerałów o takiej budowie pakietów. Wyróżnia się tutaj pirofyllit, reprezentujący odmianę dioktaedryczną, i talk, który reprezentuje odmianę trioktaedryczną.
Miki
Jest to bardzo urozmaicona grupa minerałów skałotwórczych. Wiele z nich stanowi ważne surowce mineralne, głównie dla przemysłu ceramicznego. Grupa ta dzieli się na kilka podgrup. Pierwszą z nich są miki zwyczajne, dodatkowo dzielące się na dioktaedryczne (paragonit, muskowit) i trioktaedryczne (szereg flogopitów, biotyty, lepidolity i cynwaldyt). Następną jest grupa mik kruchych. Od mik zwyczajnych odróżnia je obecność różnych kationów dwuwartościowych, głównie kationów wapnia, w miejscach występowania kationów metali alkalicznych u mik poprzedniej podgrupy. Zmiana ta pociąga za sobą utratę elastyczności blaszek owych minerałów. Do mik kruchych zalicza się margaryt, clintonit i ksantofilit. Ostatnią podgrupą są hydromiki. Są najbardziej skomplikowane pod względem strukturalnym. Składają się na nie takie minerały jak hydromuskowit, illit, glaukonit, seladonit, i hydrobiotyt.
Montmorillonity (smektyty)
Bardzo rozpowszechnione krzemiany i glinokrzemiany warstwowe typu 2:1. Dzięki swojej specyfice strukturalnej wykazują bardzo duże właściwości sorpcyjne przez co stanowią duże wyzwanie dla geologii inżynierskiej oraz budownictwa. Tak jak i w przypadku innych grup, wyróżnia się tu odmiany di- i trioktaedryczne. Do smektytów dioktaedrycznych zalicza się szereg montmorylonitów – beidellit i nontronit. Do trioktaedrycznych natomiast zalicza się saponit i kerolit.
Wermikulity
Są to przedstawiciele grupy glinokrzemianów warstwowych o strukturze pakietu typu 2:1, pod pewnymi strukturalnymi względami są one zbliżone do grupy montmorillonitów, jednak w odróżnieniu od tej grupy mają nikłe zdolności sorpcyjne. Jest tak ponieważ przestrzenie pakietowe wermikulitów często wypełnione są przez cząsteczki wody oraz różnego rodzaju kationy. Podobnie jak w innych przypadkach, dzielą się na di- oraz trioktaedryczne. Najbardziej znane minerały tej grupy to batawit, wermikulit oraz protowermikulit.
Chloryty
Pod względem budowy odróżniają się od wszystkich krzemianów i glinokrzemianów warstwowych. Ich struktura w skrócony sposób jest opisywana jako 2:1:1. Chloryty są zbudowane z trzywarstwowych pakietów typu 2:1 (zbliżone do pakietów mikowych) oraz oktaedryczyche warstw metalo-hydroksylowych, które wspólnie stanowią złożony pakiet zwany trój-jednowarstwowym (2:1:1). Wyróżnia się odmiany dioktaedryczne i znacznie bardziej rozpowszechnione trioktaedryczne.
Grupa pałygorskitu i sepiolitu
Jest to grupa uwodnianych krzemianów i glinokrzemianów warstwowych. Najbardziej znanymi są pałygorskit i sepiolit.
Inne krzemiany warstwowe i pokrewne
Są to zgrupowane krzemiany i glinokrzemiany o warstwowych charakterze o bardzo zróżnicowanej budowie niepasującej do innych grup w obrębie całej rodziny minerałów. Są to na przykład stilpnomelan i apofyllit.
Krzemiany bezpostaciowe
Są zaliczane do rodziny krzemianów warstwowych głównie przez swoje współwystępowanie z krystalicznymi krzemianami pakietowymi określanymi ogólnym mianem minerałów ilastych. Najważniejszym z krzemianów tej grupy jest allofan.